# Петровск (Самарская область)
Петро́вск — поселок в Челно-Вершинском районе Самарской области в составе сельского поселения Девлезеркино.

## География
Находится на расстоянии примерно 12 километров по прямой на восток от районного центра села Челно-Вершины.

## Население
Постоянное население составляло 8 человек (русские 50%, чуваши 37%) в 2002 году, 2 в 2010 году.